# Rodrigo (Fußballspieler, 1991)
Rodrigo (* 6. März 1991 in Rio de Janeiro; voller Name Rodrigo Moreno Machado) ist ein brasilianisch-spanischer Fußballspieler. Derzeit  steht der Stürmer bei dem katarischen Fußballverein al-Rayyan SC unter Vertrag.

## Karriere

### Verein
Rodrigo, der als Sohn des brasilianischen Fußballprofis Adalberto Machado in Rio de Janeiro zur Welt kam, übersiedelte im Alter von zwölf Jahren ins spanische Vigo. Dort spielte er in der Jugend von Nigrán CF bevor er im Sommer 2004 in die Nachwuchsabteilung von Celta Vigo aufgenommen wurde. Nach guten Leistungen zog er die Aufmerksamkeit von Real Madrid auf sich, von denen er schließlich 2009 verpflichtet wurde. Zuerst für die Jugendmannschaft geplant, erspielte sich Rodrigo schon bald Einsätze in der C-Herren-Mannschaft des Klubs. Bald darauf lief er erstmals für die Real Madrid Castilla auf und kam dort zu ersten Torerfolgen. Ende Januar 2010 stand er unter Manuel Pellegrini bei einem Ligaspiel im Spieltagskader der Profimannschaft.
Seine Eigenschaften und Leistungen blieben auch anderen europäischen Teams nicht verborgen und so wechselte Rodrigo zur Saison 2010/11 nach Portugal zu Benfica Lissabon. Real behielt sich das Vorkaufsrecht auf den Spieler für die nächsten beiden Jahre aufrecht. In Lissabon unterschrieb der Stürmer einen Vertrag über fünf Jahre, wurde jedoch für die erste Saison an den englischen Erstligisten Bolton Wanderers ausgeliehen.
Zur Saison 2014/15 wechselte Rodrigo zunächst auf Leihbasis zum FC Valencia. Zur Saison 2015/16 wurde er schließlich fest verpflichtet und mit einem Vertrag bis zum 30. Juni 2019 ausgestattet.
Zur Saison 2020/21 kehrte Rodrigo in die Premier League zurück und wechselte zum Aufsteiger Leeds United, bei dem er einen Vertrag bis zum 30. Juni 2024 unterschrieb.
In der Saison 2022/23 stieg Leeds United in die EFL Championship ab und Rodrigo wechselte daraufhin nach Katar zu al-Rayyan SC. In seiner ersten Spielzeit bestritt er 15 Ligaspiele. Hierbei erzielte er acht Tore. Nach zwei Spielen in der Saison 2024/25 wechselte er auf Leihbasis zum ebenfalls in der ersten Liga spielenden al-Gharafa Sports Club.

### Nationalmannschaft

#### Spanische Nachwuchsnationalmannschaften
2010 war Rodrigo im Kader der spanischen U19 bei der Fußball-Europameisterschaft in Frankreich. Dabei drang die Mannschaft bis ins Finale des Wettbewerbs vor, wo man dann aber mit 1:2 gegen Frankreich verlor. Im gesamten Turnierverlauf kam der Angreifer auf zwei Treffer. Dabei brachte er im Finale sein Team mit 1:0 in Führung, ehe die Franzosen zurückschlagen konnten. Ein Jahr darauf nahm er mit Spanien an der U-20-Weltmeisterschaft in Kolumbien teil. Sein Team scheiterte im Viertelfinale nach Elfmeterschießen an Brasilien, er selbst brachte es in vier Spielen auf drei Tore. Im Sommer 2012 nahm er mit der spanischen Auswahl an den Olympischen Spielen in London teil, seine Mannschaft schied jedoch überraschend in der Vorrunde aus. Im Juni 2013 gewann Rodrigo mit den Iberern die U-21-Europameisterschaft.

#### A-Nationalmannschaft Spaniens
Rodrigo gab sein Debüt für die A-Nationalmannschaft der Spanier am 12. Oktober 2014 beim EM-Qualifikationsspiel in Luxemburg-Stadt gegen Luxemburg. Vorerst blieb es sein einziges Spiel und bei der Europameisterschaftsendrunde 2016 in Frankreich gehörte er auch nicht zum spanischen Kader. Am 6. Oktober 2017 kam er beim 3:0-Sieg im WM-Qualifikationsspiel in Alicante gegen Albanien zu seinem zweiten Einsatz und erzielte mit dem Tor zum 1:0 sein erstes Länderspieltor. Nach der erfolgreichen Qualifikation für das Endturnier 2018 in Russland kam er in der Vorbereitung zu drei Partien und gehörte auch zum Kader der Iberer. Die Spanier schieden überraschend im Achtelfinale gegen Gastgeber Russland nach Elfmeterschießen aus, dabei wurde Rodrigo in drei Partien eingewechselt.

## Titel und Auszeichnungen
Verein
- Taça da Liga: 2012, 2014
- Liga Sagres: 2014
- Copa del Rey: 2019

Nationalmannschaft
- U-21-Europameister: 2013
- UEFA-Nations-League-Sieger: 2023

Auszeichnungen
- Spieler des Monats der Primera División: März 2018

## Privates
Rodrigo ist entgegen früheren Meldungen nicht der Cousin von Thiago und Rafinha.

## Sonstiges
Seine Dienste sicherte sich Leeds United Ende August 2020 für die vereinsinterne Rekordsumme von ca. 33,5 Millionen Euro. Zuvor lag der Rekord bei etwa 18 Millionen Euro, welche für Rio Ferdinand bezahlt wurden.